# Toumaï Air Tchad
Toumaï Air Tchad – czadyjskie narodowe linie lotnicze z siedzibą w Ndżamenie. Głównym węzłem jest port lotniczy Ndżamena.